# Erich Ettlin

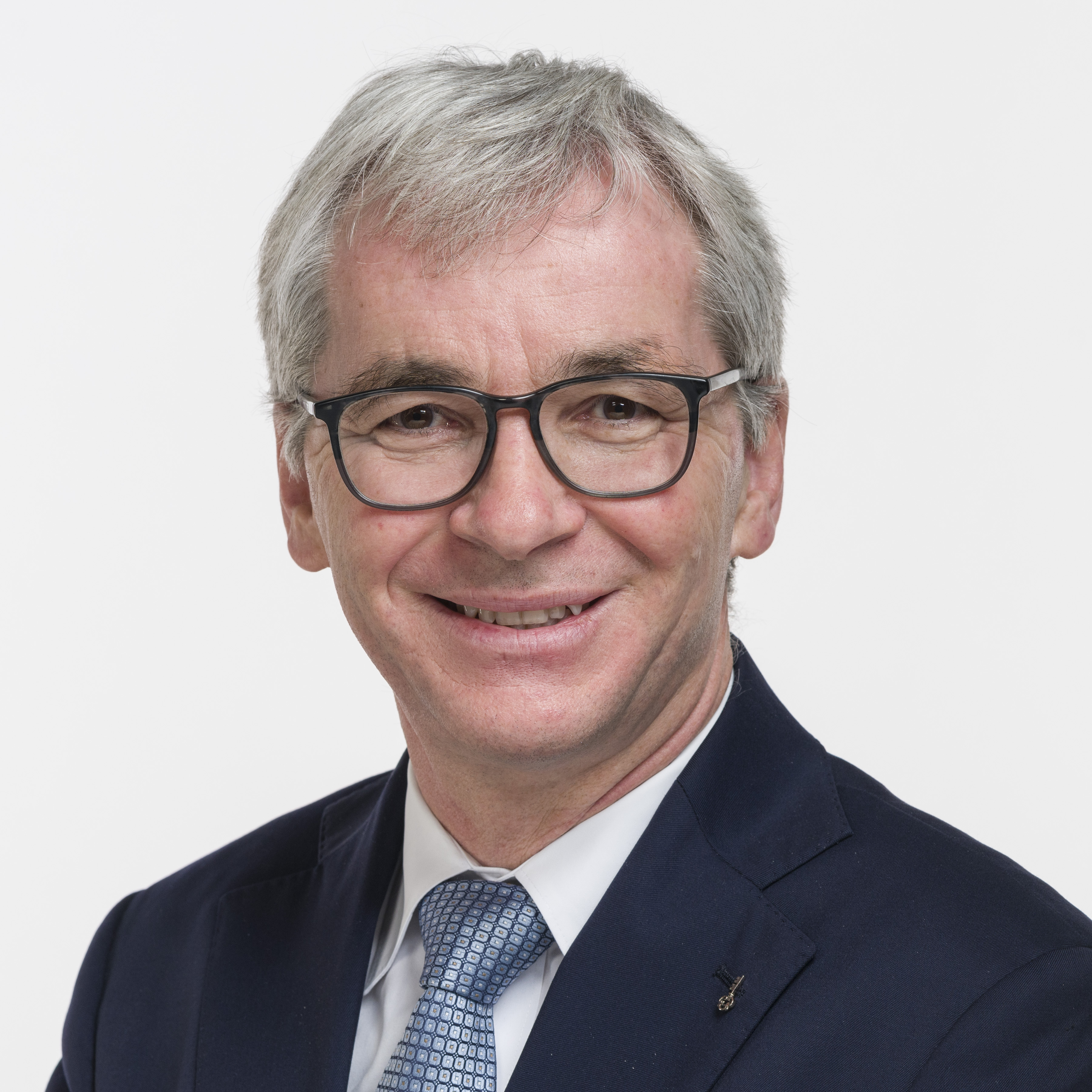
Erich Ettlin (2019)

Erich Ettlin (* 30. Mai 1962 in Kerns) ist ein Schweizer Politiker (Die Mitte, vormals CVP) und seit 2015 Ständerat des Kantons Obwalden.

## Leben
Ettlin absolvierte zunächst eine kaufmännische Lehre und liess sich weiterbilden zum dipl. Betriebsökonom HWV/FH, eidg. dipl. Steuerexperte und eidg. dipl. Wirtschaftsprüfer. Von 1996 bis 2001 war er Vorsteher der kantonalen Steuerverwaltung Obwalden. Von 1988 bis 1996 und seit 2002 ist Ettlin Mitarbeiter der BDO AG und dort von 2010 bis Juni 2016 Partner und Mitglied der Geschäftsleitung.
Ettlin ist verheiratet, hat zwei Kinder und wohnt in Kerns, das auch sein Bürgerort ist.

## Ständerat
Bei den Eidgenössischen Wahlen 2015 kandidierte Ettlin als Ständerat des Kantons Obwalden. Im ersten Wahlgang am 18. Oktober 2015 erreichte er mit 6754 Stimmen (44,8 %) das beste Ergebnis der drei Kandidaten, verfehlte jedoch das absolute Mehr. Im 2. Wahlgang am 15. November 2015 trat Adrian Halter (SVP) nicht mehr an, und Erich Ettlin gewann mit 7441 Stimmen (54,2 %) die Wahl gegen André Windlin (FDP), der 6283 Stimmen (45,8 %) erhielt. Bei den Parlamentswahlen vom 20. Oktober 2019 trat Ettlin erneut an. Da es keinen Gegenkandidaten gab, wurde er in stiller Wahl wiedergewählt. Dasselbe geschah bei den Parlamentswahlen im Jahr 2023.